# University of Arkansas
University of Arkansas är ett forskningsuniversitet som ligger i Fayetteville, i den amerikanska delstaten Arkansas. Det är huvudskolan i  University of Arkansas System som omfattar sex huvudorter inom staten - vid  Little Rock, Monticello, Pine Bluff, Fort Smith, och University of Arkansas för medicinska vetenskaper. Universitetet grundades som Arkansas Industrial University 1871, sitt nuvarande namn antogs 1899 och utbildning påbörjades den 22 januari 1872.

## Idrott
De tävlar med 18 universitetslag i olika idrotter via deras idrottsförening Arkansas Razorbacks.